# Réseau des parcs de la Députation provinciale de Barcelone
Le Réseau de Parcs Naturels de la Députation Provinciale de Barcelone, géré par l'Área de Espacios Naturales (es), est composé de 14 espaces naturels situés sur la bande côtière et pré-côtière de la province de Barcelone. Ils couvrent une superficie totale de 102 772,5 h, représentant 22 % du territoire où vit 70 % de la population catalane. 
Ce réseau des parcs naturels vise à garantir l'équilibre territorial des 103 municipalités de son aire géographique et a pour mission de promouvoir la conservation et le développement économique durable de ce territoire, ainsi que l'usage public, en mettant à la disposition des citoyens ces environnements naturels.

## Les parcs naturels de la province de Barcelone
- Parc naturel et réserve de biosphère du Montseny
- Parc naturel de San Lorenzo del Munt et Obac
- Parc naturel de la Sierra de Collserola
- Parc du Montnegre et le Corredor
- Parc du Château de Montesquiu
- Parc de la Sierra de la Marina
- Parc agricole du Bas-Llobregat
- Parc de la Cordillera Litoral
- Parc fluvial du Besòs
- Parc naturel du Garraf
- Parc naturel d'Olèrdola
- Parc naturel du Foix
- Espace naturel des Guilleries-Savassona
- Monastère de San Miguel de Fay